# Го Гуанчан
Го Гуанча́н (кит. упр. 郭广昌, пиньинь Guō Guǎngchāng; род. 16 февраля 1967) — китайский предприниматель, основатель и председатель совета директоров компании Fosun, миллиардер. Имеет репутацию китайского Баффетта.
В рейтинге журнала Forbes в 2015 году занимает 19 место среди китайских миллиардеров с состоянием $5,7 млрд.

## Биография
Родился в крестьянской семье. В 1989 году получил степень бакалавра философии в Фуданьском университете в Шанхае. Затем три года работал в комсомоле.
В 1992 году на деньги от репетиторства и помощь от университета (около $18 тыс.) учредил маркетинговую группу Guangxin Technology Development Company вместе с тремя однокурсниками (все они остаются партнёрами в бизнесе), среди которых была его будущая жена Тань Цзянь. Компания консультировала иностранные фирмы, выходящие на китайский рынок. Успеху бизнеса способствовали связи отца Тань Цзянь с местными чиновниками. Благодаря связям свёкра компании удалось заработать 100 млн юаней на продаже медицинского оборудования в 1993 году. В 1994 Guangxin стала основным учредителем Fosun Group, начавшей инвестировать в недвижимость и фармацевтику.
Растущие прибыли Fosun инвестировались в другие компании, придерживаясь принципа диверсификации. В 2002 году Fosun стала крупнейшим акционером оператора универмагов и ювелирных магазинов Shanghai Yuyuan Tourist Mart. Через год — приобрела пакет акций приватизированной Nanjing Steel Group, вложив в неё $200 млн. В 2007 году 20 % акций Fosun International (международное подразделение группы) были размещены на Гонконгской фондовой бирже.
C 2010 года Fosun начала скупку активов по всему миру, инвестировав $1,1 млрд во французскую курортную сеть Club Med. Компании принадлежат бывшие штаб-квартиры Chase Manhattan Bank, итальянского UniCredit Bank и другие объекты недвижимости, доля в цирковой компании Cirque du Soleil, американская киностудия Studio 8. За образец при построении стратегии своего конгломерата Го Гуанчан взял пример Уоррена Баффетта, активно инвестирующего в страховой бизнес: треть из $50 млрд активов Fosun составляют страховые компании (португальская Caixa Seguros, американская Meadowbrook, израильская Phoenix и совместный бизнес с Prudential Financial — Pramerica Fosun Life Insurance).
После девальвации рубля в декабре 2014 года Fosun заинтересовалась российским рынком и учредила компанию «Фосан Евразия Капитал» для инвестиций в Россию, страны СНГ и Монголию.
В 2017 году Го Гуанчан вложился в московскую недвижимость: Fosun Group приобрела офисный комплекс «Воздвиженка-центр», построенный на месте «Военторга». По оценкам экспертов, прежний владелец Дмитрий Рыболовлев мог выручить за него 10-11 млрд руб. Весной 2021 года стало известно, что Fosun Group решила зафиксировать прибыль и продать комплекс за 17 млрд руб.
Был депутатом Народного политического консультативного совета Китая от Шанхая.

### «Исчезновение»
Утром в пятницу 11 декабря 2015 года Fosun Group объявила о временной приостановке «до публикации важной внутренней информации компании» торгов акциями своих подразделений на Гонконгской, Шанхайской и Шэньчжэньской биржах. Это было связано с тем, что с 10 декабря никто не видел и не разговаривал с Го Гуанчаном. Вечером 11 декабря Fosun International Limited выпустила заявление, в котором говорилось, что компания

после того, как сделала некоторые запросы, имеет основания полагать, что господин Го в настоящее время оказывает помощь в расследованиях, проводимых судебными органами материкового Китая. Господин Го имеет возможность принимать участие в принятии решений по важнейшим вопросам компании через соответствующие каналы.
Это было расценено как арест предпринимателя, означающий усиление борьбы председателя КНР Си Цзиньпина с представителями бизнеса, которые поднялись при прежнем руководстве, и как новый этап борьбы с «шанхайской группировкой» в руководстве страны.
Утром в понедельник 14 декабря Го Гуанчан вернулся домой и принял участие во внутреннем мероприятии своей компании. По версии местных журналистов, Го Гуанчана допрашивали в связи с делом о коррупции бывшего заместителя мэра Шанхая и главы Шанхайской зоны свободной торговли Ай Баоцзюня, которое было начато в ноябре, он «завершил оказание помощи следствию» и более следствие не интересует. В этот же день возобновились торги акциями компаний группы Fosun в Гонконге и Шанхае, их цена упала, в частности в Гонконге акции Fosun International упали на 11 %.